# Lucien Napoleón Bonaparte Wyse
Lucien Napoleón Bonaparte Wyse (París, 13 de enero de 1845 - Toulon, 15 de junio de 1909) fue un ingeniero francés encargado de examinar las diferentes rutas posibles para las futuras excavaciones del Canal de Panamá. Fue hijo de Thomas Wyse y Marie-Laetitia Bonaparte (hija de Lucien Bonaparte, quien fuera hermano del emperador francés Napoleón Bonaparte).

## Biografía

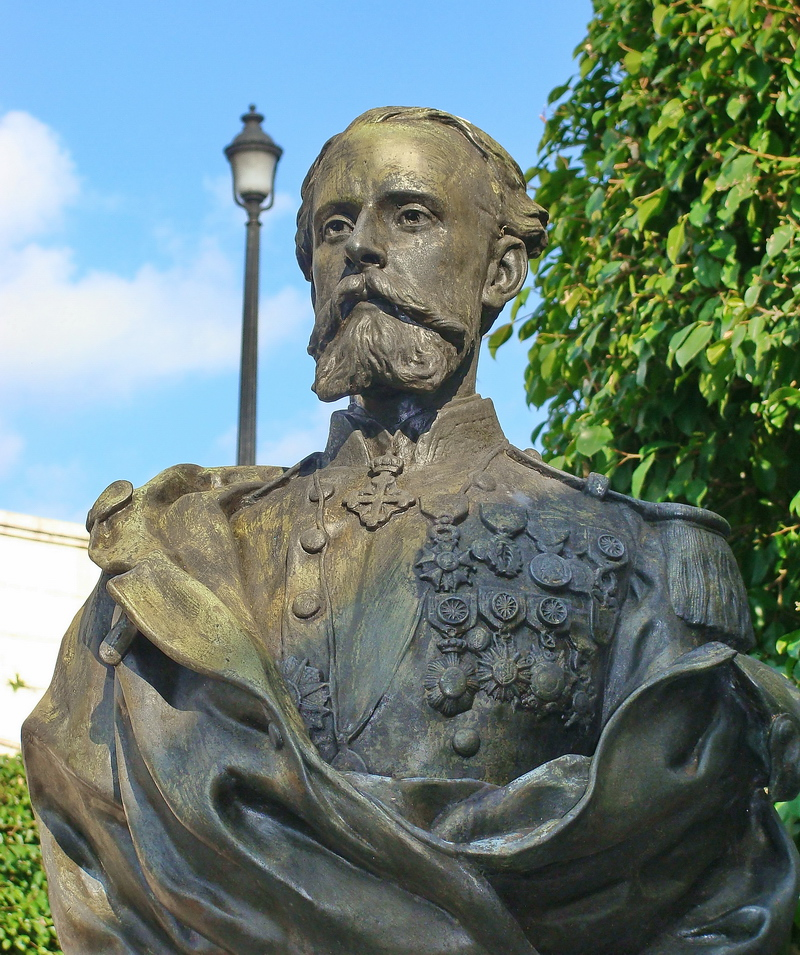
Busto de Bonaparte-Wyse en la Plaza de Francia - Ciudad de Panamá.

Wyse empieza en la Marina como alférez, y luego asciende a teniente de navíos, al servicio de Francia. Posteriormente se desempeña como oficial de marina a bordo del buque "Amphion", anclado en Toulon. Encargado por la compañía francesa Compañía Universal del Canal Interoceánico de Panamá, Wyse obtuvo la concesión del canal por el gobierno colombiano. Hizo dos viajes a Panamá para estudiar el proyecto, y su viabilidad.
El 23 de marzo de 1878, firmó un contrato formal llamado Concesión Wyse, válido por 99 años con Aquileo Parra, presidente de Colombia. Esta concesión permite a la compañía excavar y usufructuar este beneficio. El escándalo de Panamá permite Lesseps comprar nuevamente los derechos de la concesión. Después de este escándalo, Wyse escribe sus memorias, para demostrar a los inversionistas que el proyecto era viable. Finalmente los Estados Unidos obtienen la concesión y realizan el canal por Panamá. Bonaparte Wyse muere en Toulon Cap Brun 15 de junio de 1909 a los 64 años.